# Brontoscorpio
Brontoscorpio anglicus
Genre
Espèce
Brontoscorpio est un genre fossile de grands scorpions à l'appartenance familiale incertaine, ayant vécu durant le début du Dévonien, il y a entre 416 et 412,3 millions d'années dans ce qui est aujourd'hui l'Angleterre et dont la seule espèce connue, Brontoscorpio anglicus, a été décrite par Erik Kjellesvig-Waering en 1972.
Bien que l'animal ne soit connu que par un doigt fossilisé du pédipalpe droit, ce dernier est suffisamment gros pour estimer la taille de Brontoscorpio à environ 90 centimètres de long, le faisant donc figurer parmi les plus grands arachnides jamais identifiés à ce jour. Il rivalise ainsi avec le genre ultérieur datant du Carbonifère, Pulmonoscorpius, dont les fossiles mieux préservés indiquent une taille de 70 centimètres de long.

## Découverte
L'unique fossile attribué à Brontoscorpio anglicus est un doigt incomplet provenant d'un pédipalpe droit mesurant près de 10 centimètres de long,, qui a été découvert dans la formation de St. Maughan (en) datant du stade Lochkovien,, à Trimley (en), Worcestershire, situé en Angleterre. L'espèce est caractérisée par la présence d'un seul condyle et d'une rangée de tubercules épais sur le doigt libre du pédipalpe.

## Description
En comparant le doigt libre du pédipalpe avec ceux des scorpions actuels, les estimations indiquent que Brontoscorpio aurait avoisiné une taille de 90 centimètres de long, le rangeant donc parmi les plus grands arachnides connus. Le fossile a été trouvé dans des sédiments terrestres, mais on pense qu'en raison de sa taille imposante, Brontoscorpio a dû entrer dans l'eau pour muer ou chasser des proies, et aurait peut-être eu un mode de vie à moitié (voire entièrement) aquatique, comme présenté dans certains médias.

## Culture populaire
- Un groupe de Brontoscorpio apparait dans la deuxième séquence du documentaire Sur la terre des géants, où ces derniers sont montrés comme semi-aquatiques et où ils chassent des Cephalaspis. L'un d'entre eux sera d'ailleurs tué par un Pterygotus[6].
- Des Brontoscorpio apparaissent dans les deux derniers épisodes de la série Les Portes du temps : Un nouveau monde, où ils figurent parmi les antagonistes.